# Schuppiger Stielporling
Der Schuppige Stielporling oder kurz Schuppiger Porling (Cerioporus squamosus, syn. Polyporus squamosus) ist eine Pilzart aus der Familie der Stielporlingsverwandten (Polyporaceae), die auch lebende Bäume befällt und sehr große Fruchtkörper entwickeln kann. Aufgrund der schwarzen Stielbasis bei älteren Fruchtkörpern wird die Spezies auch als Schuppiger Schwarzfußporling bezeichnet.

## Merkmale

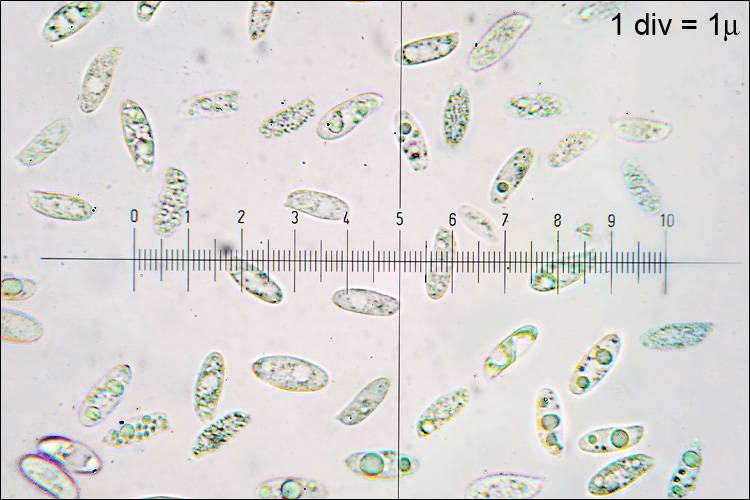
Sporen des Schuppigen Stielporlings im Lichtmikroskop

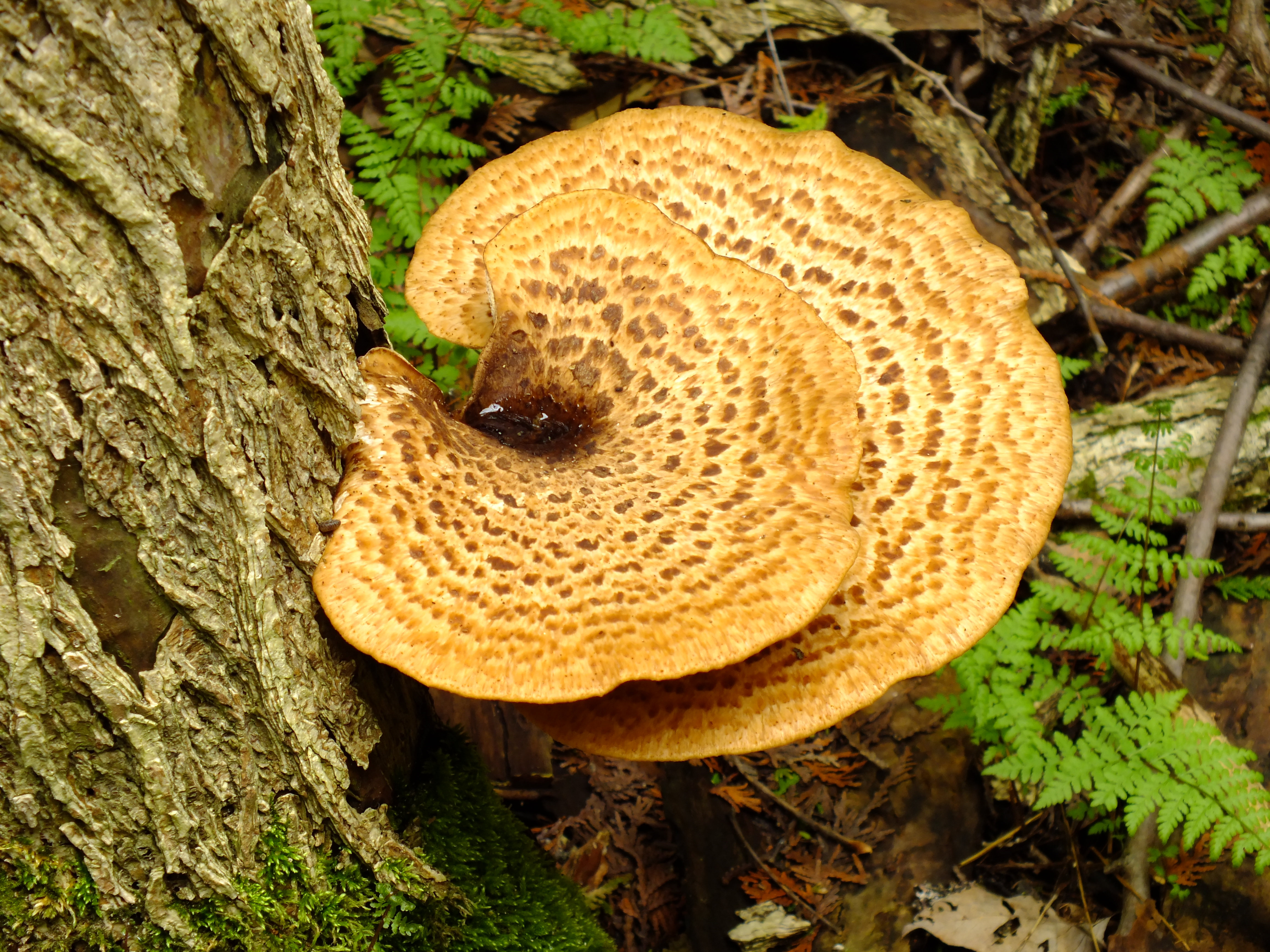
Typisch für den Schuppigen Stielporling sind die fast konzentrisch angeordneten dunkelbraunen Schuppen auf dem hellbraunen Hut.

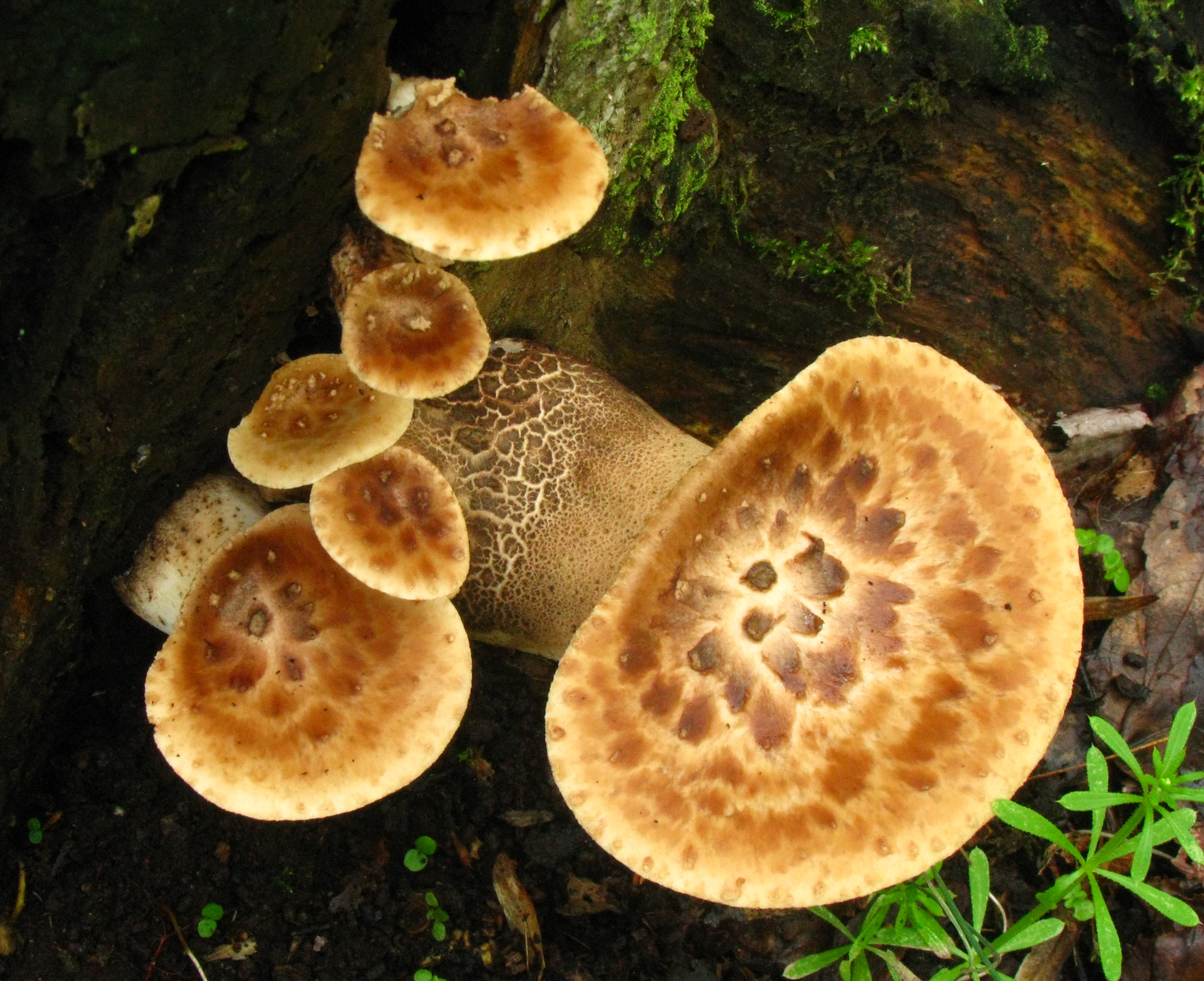
Junge Fruchtkörper des Schuppigen Stielporlings

### Makroskopische Merkmale
Der Hut wird mit einer Breite von 10–30(–60) cm außerordentlich groß. Er entfaltet sich zunächst flach fächerförmig, wölbt sich später trichterförmig und erscheint in der Draufsicht meist nierenförmig. Die Oberseite ist gelblich, später blass braun gefärbt und mit konzentrischen, anliegenden und braunen Schuppen bedeckt. Die weißen bis blass gelblichen Röhren auf der Hutunterseite sind 0,2–1 cm lang. Sie besitzen unregelmäßig eckige und bis zu 2,5 mm breite Mündungen. Das Sporenpulver ist weiß. Der dickfleischige, kurze und gedrungene Stiel misst im Durchmesser 2–6 cm. Er ist meist seitlich am Substrat angewachsen, seltener zentralständig. Im Alter besitzt er eine schwarze Stielbasis, die Schwärzung kann sich den Stiel hinauf bis zur Mitte hochziehen. Jung ist das Fleisch dick, saftig und weich, im Alter wird es zunehmend korkig und zäh. Markant ist der intensive mehl- bis gurkenartige Geruch, der Geschmack ist nussartig.

### Mikroskopische Merkmale
Die Sporen sind elliptisch, glatt und messen 10–16 x 4–6 Mikrometer.

## Artabgrenzung
Eine Verwechslung ist aufgrund der auffälligen Erscheinung kaum möglich.
Kleinere Exemplare können mit dem Sklerotien-Stielporling verwechselt werden. Dieser hat einen meist zentral gestielten Fruchtkörper, wächst hauptsächlich an abgefallenen Ästen, besitzt einen bewimperten Hutrand und hat keinen Mehlgeruch.

## Ökologie und Phänologie

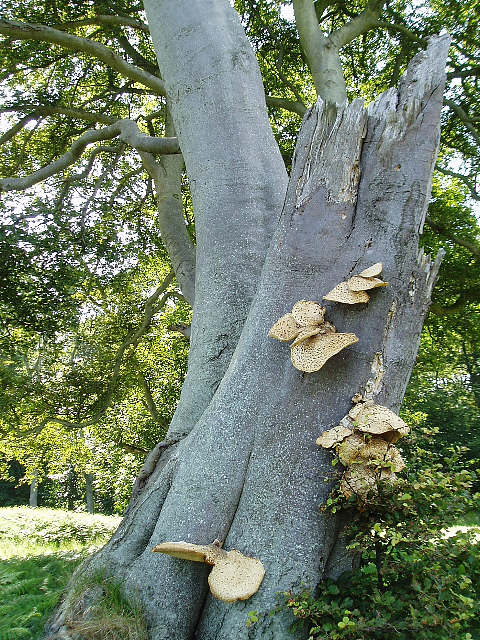
Die Fruchtkörper des Schuppigen Stielporlings können bis zu 40 cm breit werden.

Der Pilz kommt auf Stämmen von verletzten und dadurch Eintrittspforten für gelandete und keimende Sporen bietenden Laubbäumen vor und verursacht eine Weißfäule, d. h., er baut im Holz bevorzugt das Lignin ab. Markant ist sein Auftreten in Verbindung mit einem sehr raschen Wachstum im Mai und Juni. Seltener kann er auch von April bis September aus dem von seinem Myzel bereits durchwucherten Holz in Erscheinung treten. Totholz würde dieses wahrscheinlich nicht befallen.

## Bedeutung

### Etymologie
Das aus dem Lateinischen stammende squamosus heißt „schuppig“.

### Speisewert
Der Schuppige Porling ist jung essbar, sein kulinarischer Wert wird aber eher als gering eingestuft. Im Alter wird er durch die zunehmend korkig-zähe Konsistenz ungenießbar.